# Chór „Echo” z Łazisk Górnych
Chór „Echo” z Łazisk Górnych – jeden z najstarszych amatorskich zespołów mieszanych na Górnym Śląsku.
Założony został w 1913 r. przez byłych członków chóru „Harmonia” z pobliskiego Mikołowa. Nosił wówczas nazwę „Gwiazda” (nazwa „Echo” od 1926 r.). Okres międzywojenny to czas wzlotów i upadków. Koncerty odbywały się głównie w Łaziskach oraz w sąsiednich miejscowościach. Kilkakrotnie „Echo” występowało w ośrodkach wypoczynkowych Beskidu Śląskiego.
W 1937 r. dyrygentem został Karol Stryja – późniejszy dyrygent Państwowej Filharmonii Śląskiej w Katowicach.
W czasie II wojny światowej działalność zespołu musiała zostać zawieszona – niektórzy chórzyści walczyli na frontach Europy i Afryki, a Karol Stryja trafił na roboty przymusowe.
Od 1945 r. „Echo” ponownie mogło koncertować – ponieważ zniszczeniu uległ budynek, w którym odbywały się przed wojną próby i występy (dawny Dom Ludowy) członkowie zespołu w czynie społecznym wybudowali nową świetlicę – zaadaptowany barak posiadał salę koncertową (na 700 osób), salę prób, pomieszczenie gospodarcze oraz mieszkanie stróża. Był to jeden z dwóch przypadków na Śląsku, kiedy chór sam wybudował budynek na własne potrzeby (drugi to chór z Wirka). Aż do 1958 r., kiedy powstał Miejski Dom Kultury, było to centrum kulturalne Łazisk Górnych. Świetlica miała początkowo służyć chórowi 10 lat, ale przestano z niej korzystać dopiero w 1987 r., kiedy rozebrano ją w związku z rozbudową pobliskiej szkoły podstawowej.
W 1949 r., kiedy liczba chórzystów wynosiła ok. 130 osób (więcej niż zespół „Mazowsze”), nastąpiła zmiana dyrygenta – Karol Stryja rozpoczął pracę w Katowicach, a na jego miejsce przyszedł Karol Anbild i to właśnie z nim „Echo” odniosło największe sukcesy w swej historii. Wielokrotnie występowało w Warszawie przed władzami Rzeczypospolitej, a także korpusem dyplomatycznym, zbierając bardzo pozytywne recenzje, a koncerty często transmitowało Polskie Radio.
W 1949 r. odbyło się 47 występów m.in. wielokrotnie w czasie Festiwalu Muzyki Ludowej w Warszawie, w Katowicach, w Rudzicy k. Cieszyna, z okazji 100. rocznicy śmierci Fryderyka Chopina; chór uczestniczył również w nagraniach w Polskim Radiu i Państwowych Zakładach Fonograficznych. Sukcesy warszawskie zwiększyły popularność chóru, a utworów w wykonaniu „Echa” można było często posłuchać na falach Polskiego Radia.

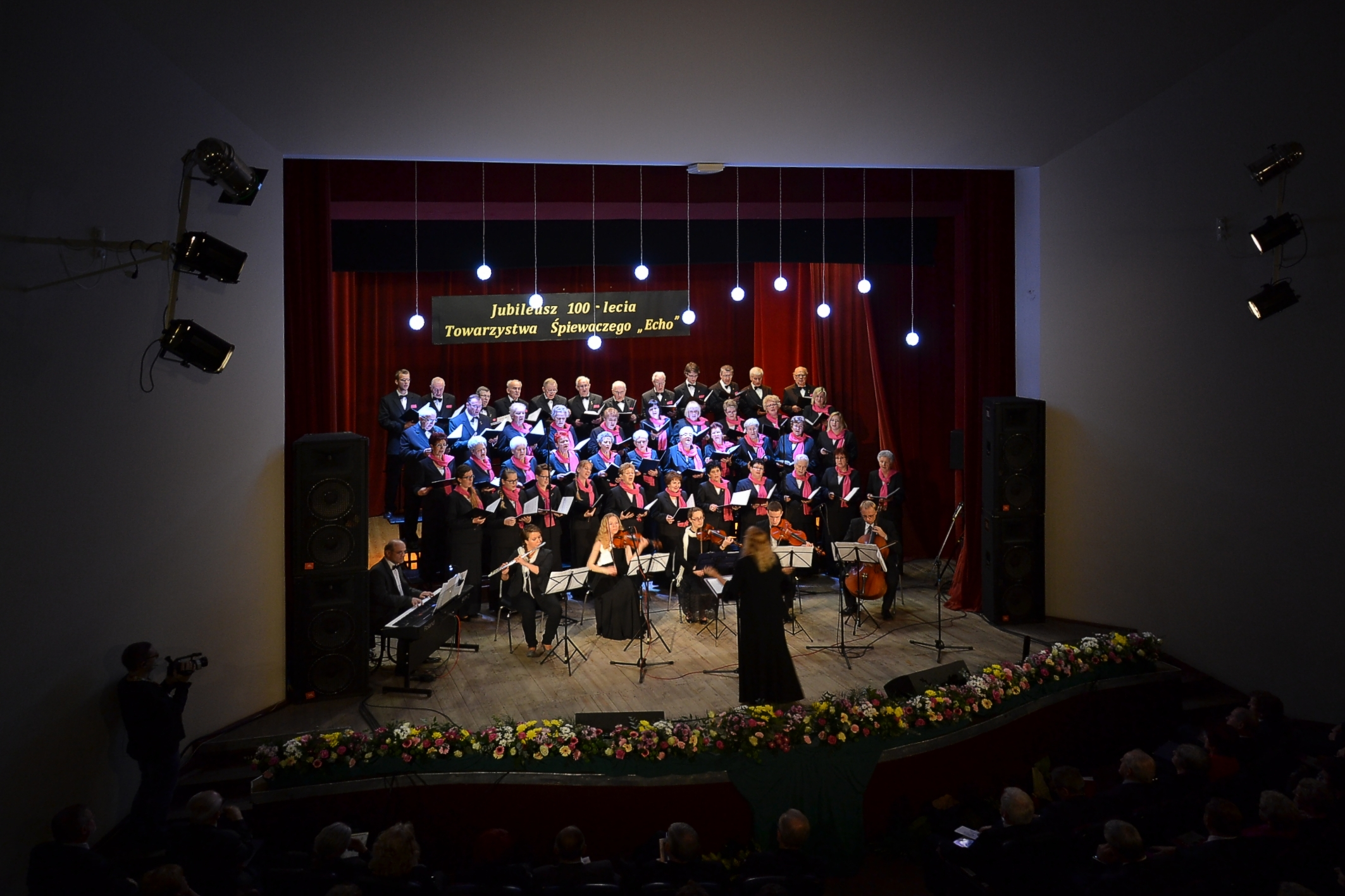
"Echo" w czasie jubileuszowego koncertu z okazji 100-lecia działalności - MDK w Łaziskach Górnych, listopad 2013

W 1950 r., dla uczczenia 40. rocznicy utworzenia Związku Śląskich Kół Śpiewaczych, chór „Echo” urządził wieczór pieśni i muzyki. W tym samym roku uczestniczył zaś w Ogólnopolskim Zjeździe Kół Śpiewaczych w Katowicach.
Kolejny rok, 1951, był bardzo pracowity, bowiem zaplanowano bogaty program występów. 13 kwietnia odbyło się otwarcie Festiwalu Muzyki Polskiej w Filharmonii Śląskiej w Katowicach, gdzie chór „Echo” wystąpił z towarzyszeniem orkiestry i wykonał kantatę Maklakiewicza „Śląsk pracuje i śpiewa” oraz 3 pieśni masowe. Chór otrzymał również zaproszenie do wystąpienia 16 kwietnia, w koncercie z okazji otwarcia Festiwalu Muzyki Polskiej w Teatrze Polskim w Warszawie. W ramach III etapu Festiwalu Muzyki Polskiej chór nagrał na taśmę 9 utworów oraz wraz z chórem męskim „Pochodnia” z Częstochowy urządził koncert w sali Filharmonii Śląskiej.

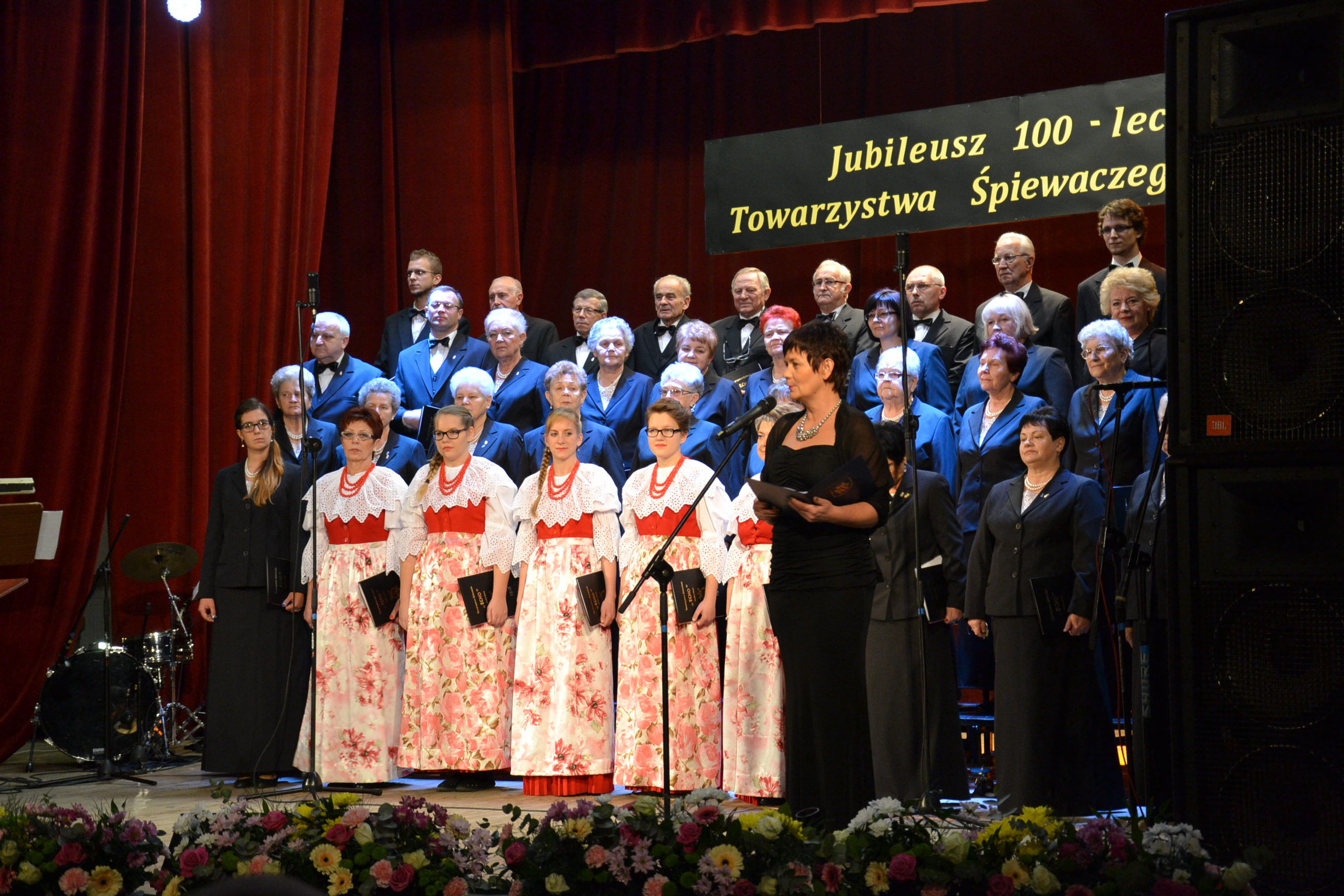
"Echo" podczas koncertu z okazji 100-lecia działalności

Rok 1952, podobnie jak poprzedni, był bardzo bogaty w występy, koncerty i związane z tym próby. 62 występy, w tym 20 w innych miastach, świadczyło o ogromnej energii i zapale śpiewaków. Do najbardziej prestiżowych występów można zaliczyć koncert w Teatrze im. Wyspiańskiego w Katowicach wespół z artystami z Opery w Bytomiu i tercetem Wyższej Szkoły Muzycznej w Katowicach. W 1953 r. chór „Echo” razem z orkiestrą symfoniczną Państwowej Filharmonii Śląskiej wykonał wielkie dzieło oratoryjne „Pory Roku” Haydna.
„Echo” występowało zarówno podczas uroczystości kościelnych, jak i państwowo – ideologicznych. W 1963 r. odbył się wielki koncert jubileuszowy z okazji 50 lat istnienia chóru. W 1965 r. „Echo” pod dyrekcją K. Świder ponownie zdobyło pierwsze miejsce w konkursie chórów okręgu mikołowskiego. 4 lipca 1965 r. chór wziął udział w Centralnych Uroczystościach Festiwalowych o Laur XX-lecia PRL w Poznaniu. We wrześniu 1968 i 1969 r. chór wystąpił w trakcie uroczystości Centralnych Dożynek na Stadionie X-lecia w Warszawie, zaś w listopadzie wziął udział w Festiwalu Pieśni Zaangażowanej w Tychach, nagrywanym przez Telewizję Polską. W 1969 r. stanowisko dyrygenta ponownie objął Paweł Kotucha. Pod kierownictwem P. Kotuchy zespół wystąpił w 1971 r. w Centralnych Dożynkach w Opolu.
Z biegiem lat świetność chóru nieco przygasała, zmniejszała się liczba członków, rzadziej koncertowano też na wielkich imprezach. W 2003 r. odbył się kolejny wielki jubileusz, 90-lecia istnienia chóru. W ostatnich latach odnotowuje się ponowny wzrost znaczenia zespołu – przybyło wielu nowych, młodszych chórzystów. „Echo” zaczęło też koncertować za granicą (m.in. w Austrii, Czechach, Słowacji, Włoszech i Francji). W 2008 r. „Echo” obchodziło swój 95 rok działalności. W czasie koncertu jubileuszowego liczni chórzyści zostali odznaczeni, a niektórzy żyjący dyrygenci wyróżnieni członkostwem honorowym.
W listopadzie 2013 r. chór uroczyście obchodził 100-lecie działalności.

## Dyrygenci chóru
- 1913-1914 – Ludwik Piszczek i Józef Szwed
- 1919-1924 – Franciszek Gregeracki
- 1926-1935 – Władysław Stańczyk
- 1935-1937 – Paweł Rudy
- 1937-1939 – Karol Stryja
- 1945-1948 – Karol Stryja
- 1948-1954 – Karol Anbild
- 1955-1956 – Jerzy Kajzer
- 1956 – Józef Klimanek
- 1957 – 1958 – Paweł Kotucha
- 1959 – Napoleon Siess
- 1960 – Ryszard Pierchała
- 1961 – Edward Bogusławski
- 1961-1966 – Krystyna Świder
- 1967 – Mieczysław Dziendziel
- 1967-1969 – Piotr Langos
- 1969-1973 – Paweł Kotucha
- 1974-1976 – Danuta Uhl
- 1976-1977 – Cecylia Januszewska
- 1977-2002 – Maria Słowik-Tudzierz
- 2002-2008 – Ewa i Grzegorz Kaczmarczykowie
- od 2008 – Donata Dłubis